# Akkarża
Akkarża (ukr. Аккаржа) – stacja kolejowa w miejscowości Wełykodołynśke, w rejonie odeskim, w obwodzie odeskim, na Ukrainie.